# James Storm
James Allan Cox (Franklin (Tennessee), 1 juni 1977), beter bekend als "Cowboy" James Storm, is een Amerikaans professioneel worstelaar, die actief was in de Total Nonstop Action Wrestling (TNA) en lid was van Beer Money, Inc.. Hij is op dit moment werkzaam bij de worstelorganisatie Impact Wrestling.
Op 25 oktober 2020 keerde hij terug naar Impact Wrestling bij het pay-per-view (PPV) evenement Bound for Glory in een Gauntlet Match.

## In het worstelen
- Finishers
  - Eight Second Ride (Spinning bulldog)
  - Eye of the Storm (Spinning crucifix toss)
  - Last Call (Superkick)
- Signature moves
  - Double knee backbreaker
  - Double underhook suplex
  - Elevated DDT
  - Running high knee strike
  - Sharpshooter
  - Spear
  - Diving hurricanrana
  - Standing or a leg-feed enzuigiri
- Managers
  - Gail Kim
  - Jacqueline
  - Ric Flair
- Bijnaam
  - "The (Tennessee) Cowboy"

## Prestaties
- Frontier Elite Wrestling
  - FEW Tag Team Championship (1 keer met Chris Harris
- National Wrestling Alliance
  - NWA North American Tag Team Championship (1 keer met Shane Eden)
- NWA Shockwave
  - NWA Cyberspace Tag Team Championship (1 keer met Chris Harris)
- Pro Wrestling Illustrated
  - PWI Tag Team of the Year (2004) met Chris Harris
  - PWI Tag Team of the Year (2008 & 2011) met Robert Roode
- Total Nonstop Action Wrestling
  - TNA World Heavyweight Championship (1 keer)
  - NWA World Tag Team Championship (7 keer; 6x met Chris Harris en 1x met Christopher Daniels)
  - TNA World Tag Team Championship (5 keer: met Robert Roode (4x) en Gunner (1x))
  - World Beer Drinking Championship (2 keer)
  - Asylum Alliance Tag Team Tournament (2003) – met Chris Harris
  - Team 3D Invitational Tag Team Tournament (2009) – met Robert Roode
  - TNA Tag Team Championship Series (2010) – met Robert Roode
- World Wrestling Council
  - WWC World Tag Team Championship (1 keer met Cassidy Riley)
- Wrestling Observer Newsletter awards
  - Tag Team of the Year (2005) met Chris Harris
  - Worst Worked Match of the Year (2006) TNA Reverse Battle Royal op TNA Impact!
  - Worst Worked Match of the Year (2007) vs. Chris Harris in een Six Sides of Steel Blindfold match op Lockdown